# 胡威
胡威（？—280年），字伯虎，一名胡貔，淮南壽春人。曹魏末年及西晉官吏，三國時曹魏官員胡質之子，父子皆以清廉著名。

## 生平
胡威在胡質死後繼承陽陵亭侯爵位，在魏末拜侍御史，安豐郡太守，封歷南鄉侯。後來任徐州刺史。任內勤於政事，提倡教化，很有名聲。曾参与平定诸葛诞之乱。後來先後遷任監豫州諸軍事、右將軍、豫州刺史，入朝任尚書，加奉車都尉。
胡威曾向司馬炎表示朝廷對官員的處罰太寬鬆，司馬炎則下令嚴處犯錯的尚書郎以下官員，但胡威卻說要所有官員，包括自己也是要這樣，方可以令人人遵守法令。後拜前將軍，青州刺史，監青州諸軍事，封平春侯。太康元年（280年）在任內逝世，追贈使持節、都督青州諸軍事、鎮東將軍。諡烈侯。

## 性格特徵
- 胡威年輕時就有高尚志向，嚴格要求自己廉潔。胡質任荊州時史時，胡威曾自駕驢車由洛陽到荊州探望父親，臨走時父親送給他一匹絹布，胡威竟然詢問絹布的來歷，知道是父親用俸祿買的才收下。

- 司馬炎邀見胡威時問他與父親胡質誰人比較清廉，胡威說自己不如父親，司馬炎問原因，胡威說：「父親清廉卻怕名聲太大，我清廉卻怕人們不知，因此我自覺不如父親。」司馬炎因而對胡威甚為欣賞。

## 家庭

### 弟
- 胡羆，征南將軍。

### 子
- 胡奕，字次孙，嗣侯。晋惠帝初即位，遣射声校尉胡奕与南中郎将石崇、长水校尉赵俊、扬烈将军赵欢将屯兵四出[2]，官至平東將軍。

## 延伸阅读
[在维基数据编辑]
 《晉書·卷090》，出自房玄齡《晉書》